# Sams serie
Sams Serie (original Sam's Strip) amerikansk tecknad humorserie skapad av Mort Walker (manus) och Jerry Dumas (teckning) 1961. 
Sams serie var en kortlivad, men helt unik, dagsstrippserie. Serien var en så kallad metaserie, det vill säga den behandlade ämnet tecknade serier. Huvudpersonen Sam är mycket medveten om att han är en seriefigur. Sams värsta bekymmer är att han måste vara rolig varje dag. Till sin hjälp tar han andra kända (och ibland nu bortglömda) seriefigurer, vilka ofta dyker upp och gästspelar i serien. Serien blev ingen större succé, det var få tidningar som tog in den på seriesidan. Den uppskattades dock desto mer av kritiker och seriefans. Serien lades ner efter knappt två år 1963.
Sams Serie har bland annat publicerats på svenska i albumform och i serietidningarna Serie-Pressen och Knasen.
1977 dök Sam upp på nytt i serien Sam & Silo, även den tecknad av Dumas. Fast då var konceptet helt ändrat och Sam var en mera ordinär tecknad serie.